# Wolfskirche
Die Wolfskirche ist eine ehemalige Kirche, die zu Beginn des 14. Jahrhunderts zwischen den Dörfern Bosenbach, Friedelhausen und Niederstaufenbach im Landkreis Kusel in Rheinland-Pfalz errichtet wurde. Erhalten ist der Ostturm, dessen Untergeschoss bedeutende Seccomalereien aus den Jahren 1320 bis 1340 enthält. Um die Kirche, die neben der Landesstraße 370 liegt, wurde auch ein Friedhof angelegt, der noch heute von der Gemeinde Bosenbach genutzt wird.

## Baubeschreibung
Das Mauerwerk des viergeschossigen Chorturms der Wolfskirche besteht aus unbearbeitetem Sandstein. Der Grundriss ist trapezförmig. Im unteren Bereich wurden auch Steine eines römischen Gebäudes zweitverwendet.
Das Untergeschoss, das als Altarraum diente, besitzt ein Kreuzrippengewölbe und enthält Seccomalereien aus der ersten Hälfte des 14. Jahrhunderts. Der heute einzige Eingang zum Turm liegt im Westen. Ursprünglich gab es nur ein Fenster auf der Ostseite. Bei einer Umbaumaßnahme um 1500 wurde in der Südwand anstelle eines weiteren Eingangs ein gotisches Fenster eingebaut. Ebenfalls aus dieser Zeit stammt eine Altarnische in der Nordwand. Im Untergeschoss sind heute weitere Fragmente römischen Ursprungs aus der Umgebung der Kirche und des Friedhofs, unter anderem Reste römischer Grabmale, aufbewahrt.
Die Räume der drei oberen Stockwerke besitzen eine flache Decke. Das zweite Obergeschoss hat nur eine Höhe von 1,50 m. In seiner Westwand ist eine niedrige, spitzbogige Tür eingebaut, die ursprünglich ins Dachgeschoss des Langhauses führte. Die beiden folgenden Stockwerke haben eine Höhe von etwa 2,20 m. Im Glockengeschoss sind im Norden, Osten und Süden Zwillingsfenster eingelassen. Der Turm besitzt ein Satteldach.
Die Außenfassade des Turms wurden im Zuge der Renovierungsarbeiten zwischen 1985 und 1989 wieder verputzt, um die Mauern und die Malereien besser vor eindringender Feuchtigkeit zu schützen.

### Wandmalereien
Aus der Zeit zwischen 1320 und 1340 stammen Seccomalereien im ehemaligen Chorraum im Untergeschoss des Turmes. Sie bedeckten alle vier Wände des Untergeschosses und die Felder des Kreuzrippengewölbes. Auch an den Gewölberippen und am Rahmen des Ostfensters sind Malereien sichtbar. Das zentrale Thema ist das Weltgericht. Von besonderer Bedeutung ist jedoch die Darstellung des Einzugs Christi in Jerusalem auf dem Esel. In der Wolfskirche trägt Christus dabei den Kreuzstab und eine Siegesfahne. Die Szene stellt den Einzug ins Himmlische Jerusalem dar, eine Darstellung, die sehr selten zu finden ist.
Die Wandmalereien wurden schon durch die Umbauten von 1500 teilweise zerstört. Seit dieser Zeit wurden die Innenwände mehrfach überputzt und übermalt. 1952/53 wurden die Wandmalereien im Turmuntergeschoss erstmals wieder freigelegt. Dabei wurde es allerdings versäumt, sie dauerhaft vor der Witterung zu schützen. Beschädigungen durch eindringende Feuchtigkeit waren die Folge, es drohte die endgültige Zerstörung. Von 1985 bis 1989 fand deshalb eine umfassende Restaurierung des Gebäudes statt. Vordringliche Aufgabe war es, den Turm vor eindringender Feuchtigkeit zu schützen, unter anderem durch ein neues Dach und Drainagen. Während dieser Maßnahme wurden auch die erhalten gebliebenen Fragmente der Bemalung gesichert und konserviert.

### Friedhof

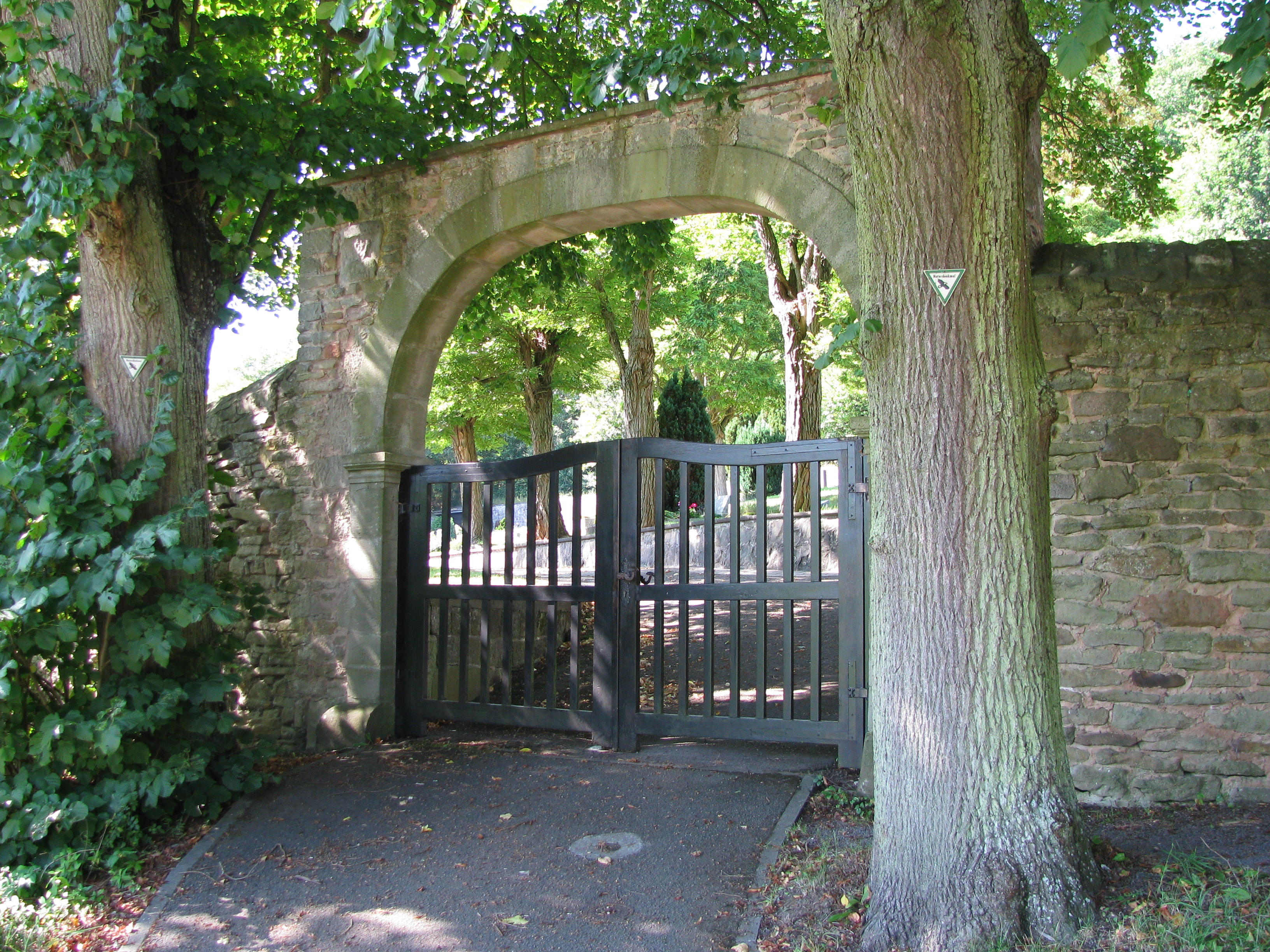
Barock-Portal des Friedhofs an der Wolfskirche

Der Friedhof, der westlich des Turms angelegt ist, wird bis heute von der Gemeinde Bosenbach genutzt. Er ist mit einer Mauer umgeben. Für das barocke Hauptportal, das gemäß einer Inschrift im Schlussstein 1818 restauriert wurde, wurden ebenfalls römische Bauspolien verwendet. Zwischen 1963 und 1965 wurde die Friedhofsmauer saniert, 1980 bis 1982 das Eingangsportal. In neuerer Zeit wurde der Friedhof nach Osten hin, außerhalb des durch die Mauer umgrenzten Areals, erweitert, und es wurden Parkplätze angelegt.

## Geschichte
Die Wolfskirche wurde für die Dörfer des Amtes Bosenbach errichtet und war den Heiligen Antonius und Bartholomäus geweiht. Dendrochronologische Untersuchungen an den verwendeten Bauhölzern belegen eine Bauzeit um 1310, Urkunden oder Unterlagen zum Bau sind nicht mehr vorhanden.
Bosenbach gehörte bis ins 16. Jahrhundert zur Kirchengemeinde von Deinsberg (Theisbergstegen). Der dortige Pfarrer richtete 1323 für die Kirche und den dazugehörenden Friedhof eine Kaplanei ein. Zu dieser Zeit wurde das Untergeschoss des Turms ausgemalt.
Die Bedeutung der Wolfskirche ging ab 1442 zurück, als in Bosenbach eine neue Kirche erbaut wurde. Um 1500 wurden noch Umbauten an der Kirche vorgenommen. Um 1835 wurde das Langhaus der Kirche, das mittlerweile baufällig geworden war, abgetragen. An seiner Stelle wurde 1969 die heute noch vorhandene Friedhofskapelle errichtet. Restaurierungen der Wandmalereien im Turm fanden 1952/53 sowie 1985–1989 statt.
Unter den römischen Fragmenten im Untergeschoss befindet sich unter anderem eine Tierskulptur, die bis 1965 neben dem Friedhofportal aufgestellt war. Sie zeigt einen Esel, der gerade von einem Löwen erlegt wird. Dieser Löwe wurde als Wolf interpretiert und gab der Kirche ihren Namen.